# Umberto Rouselle
Umberto Rouselle (La Spezia, 28 febbraio 1898 – Roma, 20 maggio 1969) è stato un ammiraglio italiano, già distintosi come ufficiale nel corso della prima guerra mondiale e nella guerra di Spagna. Nel corso della seconda guerra mondiale fu comandante dell'incrociatore pesante Trieste da 7 luglio 1940 al novembre 1942, partecipando alla battaglia di capo Teulada, a quella di Capo Matapan, alla battaglia del convoglio Duisburg e alla battaglia di mezzo agosto 1942. Insignito della Croce di Cavaliere dell'Ordine militare d'Italia, di due medaglie d'argento e due di bronzo e della croce di guerra al valor militare.

## Biografia
Nacque a La Spezia il 28 febbraio 1898, figlio di Filippo e Carlotta Bignasco. Arruolato nella Regia Marina nel 1913, iniziò a frequentare la Regia Accademia Navale di Livorno conseguendo la nomina a guardiamarina nel 1917. Partecipò alla prima guerra mondiale imbarcato dapprima sulla nave scuola Flavio Gioia e poi sulla nave da battaglia Dante Alighieri. Divenuto sottotenente di vascello, nel 1920 si trovava imbarcato sull'ariete-torpediniere Etna, al comando di Gustavo Ponza di San Martino, nel corso del tentativo di sequestro messo in atto dalle autorità sovietiche nel porto di Novorossijsk. Per coadiuvare il comandante nel tentativo di uscire dal porto si espose a violento fuoco nemico, e per questo fatto fu insignito della prima medaglia d'argento al valor militare. Promosso tenente di vascello, nel 1922 si trovava imbarcato sull'esploratore Venezia, operante in Levante, e ricevette un elogio dal Ministero della marina per essersi distinto nel corso delle operazioni di soccorso alle popolazioni seguenti all'incendio di Smirne appiccato dai turchi (9-14 settembre 1922).
Successivamente si imbarcò su altre unità, tra le quali la nave da battaglia Caio Duilio (1923-1925) e, promosso capitano di corvetta, il comando di torpediniere (1929-1930).
Nel 1932 prese parte alle operazioni di supporto alla Crociera aerea del Decennale imbarcato come comandante sulla vedetta Giuseppe Biglieri, che assieme alla Pellegrino Matteucci scortò la formazione della 2ª Squadra aerea al comando di Italo Balbo. Imbarcato su sommergibile si spinse fino alle estreme latitudini, e per questo ricevette un elogio dal Ministero e dal Ministro dell'Aeronautica. Comandò poi il cacciatorpediniere Aquilone, e promosso capitano di fregata, ricoprì l'incarico di sottocapo di stato maggiore della 2ª Squadra navale (1936-1937), comandante del cacciatorpediniere Scirocco (1937-1938) con il quale prese parte alle operazioni navali nel corso della guerra di Spagna. Tra il 1938 e il 1939 fu comandante della 12ª e 13ª Squadriglia torpediniere, alzando la sua insegna rispettivamente sulla Altair e sulla Circe. Promosso capitano di vascello nel 1940, il 7 luglio di quell'anno, a guerra con la Francia e la Gran Bretagna già iniziata, assunse il comando dell'incrociatore pesante Trieste, che mantenne sino al novembre 1942, passando quindi a quello della Flottiglia torpediniere fino al'8 gennaio 1943. Partecipò alla guerra dei convogli diretti verso la Tunisia, e entrò poi in servizio presso l'Alto comando della Regia Marina (Supermarina) a Roma, dove si trovava all'atto dell'armistizio dell'8 settembre 1943. Evitò di collaborare con la neocostituita Repubblica Sociale Italiana e con le autorità di occupazione germaniche, rimanendo in clandestinità sino alla liberazione della Capitale, avvenuta il 4 giugno 1944. Si presentò subito al centro di raccolta della Capitale, e nel 1945 divenne vicecomandante dell'arsenale di Taranto. Promosso contrammiraglio nel 1947, ammiraglio di divisione nel 1949, comandante dell'arsenale di Taranto (1947-1949), coadiutore del Comitato direttivo del Centro Alti Studi Militari (1949-1951), comandante della 2ª Divisione navale (1951-1952).
Tra il 1952 e il 1955 fu direttore generale degli ufficiali e dei servizi militari e scientifici, venendo promosso ammiraglio di squadra nel 1954. Fu nominato presidente della Commissione permanente per l'illuminazione e il segnalamento delle coste. Lasciò il servizio attivo nel 1961 per raggiunti limiti d'età, e si spense a Roma il 20 maggio 1969.

### Annotazioni
1. ↑  Che come è noto ebbe il supporto di due battelli sommergibili, il Balilla e il Domenico Millelire.

### Fonti
1. 1 2 3 4 5 6 7 8 9 10 11 12  Alberini, Prosperini 2016, p. 471.
2. 1 2 3 4 5 6 7  Alberini, Prosperini 2016, p. 472.
3. ↑  Miozzi 1991, p. 283.